# Municipio de Grand Plain
El municipio de Grand Plain (en inglés: Grand Plain Township) es un municipio ubicado en el condado de Marshall en el estado estadounidense de Minnesota. En el año 2010 tenía una población de 55 habitantes y una densidad poblacional de 0,47 personas por km².

## Geografía
El municipio de Grand Plain se encuentra ubicado en las coordenadas 48°13′46″N 95°54′23″O / 48.22944, -95.90639. Según la Oficina del Censo de los Estados Unidos, el municipio tiene una superficie total de 115.91 km², de la cual 115,91 km² corresponden a tierra firme y (0 %) 0 km² es agua.

## Demografía
Según el censo de 2010, había 55 personas residiendo en el municipio de Grand Plain. La densidad de población era de 0,47 hab./km². De los 55 habitantes, el municipio de Grand Plain estaba compuesto por el 98,18 % blancos, el 1,82 % eran asiáticos. Del total de la población el 0 % eran hispanos o latinos de cualquier raza.